# 二ヨウ化ゲルマニウム
二ヨウ化ゲルマニウム（にヨウかゲルマニウム、英: germanium diiodide）はゲルマニウムのヨウ化物で、化学式 GeI2 で表される無機化合物。有機ゲルマニウム化合物の合成原料として使われる。

## 製法
一硫化ゲルマニウムを原料とすると簡単な方法で製造でき、二酸化ゲルマニウムから製造する方法では、原料の入手が容易である。
- 一硫化ゲルマニウムからの合成 - 一硫化ゲルマニウムを粉砕し、濃ヨウ化水素酸を加え100 °Cまで熱する。硫化水素の発生が止まったら徐々に冷却すると二ヨウ化ゲルマニウムの結晶ができる。硫化水素の発生により反応中酸化されにくく、比較的簡単な方法であるが、急冷するとトリヨードゲルマン (GeHI3) が混じる。
- 二酸化ゲルマニウムからの合成 - 二酸化ゲルマニウムを水酸化ナトリウムと混ぜながら加熱・溶解させたのち冷却し、塩酸を加えてかき混ぜる。二酸化ゲルマニウムの沈殿がすべて溶けるまで塩酸を加えたのち、50 %ホスフィン酸溶液または25 %ホスフィン酸ナトリウム溶液を加えて加熱。この溶液に、ホスフィン酸溶液またはホスフィン酸ナトリウム溶液で脱色した濃厚ヨウ化水素酸を加えて30〜40分加熱したのちに冷却すると、二ヨウ化ゲルマニウムの結晶ができる。この方法は、原料である二酸化ゲルマニウムの入手が一硫化ゲルマニウムに比べ容易である。

## 性質
二価のゲルマニウムのハロゲン化物としては最も安定しており、密封状態で長期間保存できる。湿気による加水分解や酸化により二酸化ゲルマニウムができる。空気中での加熱により二酸化ゲルマニウムと四ヨウ化ゲルマニウムに分解する。封管中では240 °Cで昇華、さらに過熱すると単体のゲルマニウムと四ヨウ化ゲルマニウムに分解する。